# Salisano
Salisano là một đô thị ở tỉnh Rieti trong vùng Latium, có khoảng cách khoảng 45 km về phía đông bắc của Roma và cách khoảng 20 km southvề phía tây của Rieti. Tại thời điểm ngày 31 tháng 12 năm 2004, đô thị này có dân số 543 người và diện tích là 17,5 km².
Salisano giáp các đô thị: Castelnuovo di Farfa, Mompeo, Monte San Giovanni in Sabina, Montopoli di Sabina, Poggio Catino, Poggio Mirteto, Roccantica.